# 호표르강

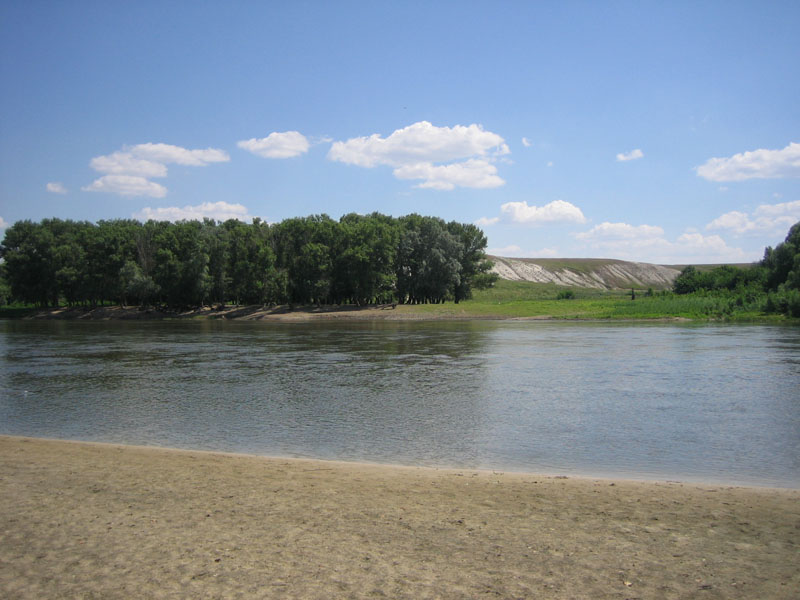
호표르강

호표르강(러시아어: Хопёр)는 러시아의 강이다. 펜자주에서 발원을 하고 돈강의 지류이다. 길이는 980 km이며, 면적은 61,100 km2, 깊이는 7 m이다.
호표르강에 접한 도시는 발라쇼프와 우류핀스크이다.